# Luís Carlos Machado
Luís Carlos Machado (Porto Alegre, 18 januari 1950 – aldaar, 27 september 2011) was een Braziliaans voetballer, beter bekend onder zijn spelersnaam Escurinho. 

## Biografie
Escurinho begon zijn carrière bij Internacional uit zijn thuisstad. Hij won er zeven keer het Campeonato Gaúcho mee en twee keer de landstitel. In 1978 ging hij naar Palmeiras en werd er vicekampioen mee. In 1981 speelde hij een jaar voor Barcelona uit Ecuador en won er de landstitel mee. Hierna wisselde hij nog elk jaar van club. 
In 2009 moest hij een deel van zijn rechterbeen laten amputeren als gevolg van diabetescomplicaties. In april 2011 ging hij opnieuw het ziekenhuis in om er nooit meer uit te komen. Zijn linkerbeen werd ook nog geopereerd en hij overleed ten gevolge van een hartfalen in september van dat jaar. 